# Heart*Iz
Heart*Iz ist die zweite EP der südkoreanisch-japanischen Girlgroup IZ*ONE. Das Album erschien am 1. April 2019.

## Hintergrund
Am 18. März 2019 veröffentlichte die Gruppe erste Teaser zu Heart*Iz mit dem Ziel das Album am 1. April zu veröffentlichen. An den folgenden Tagen wurden weitere individuelle Teaser-Fotos der Mitglieder sowie die neu gestaltete Website der Gruppe präsentiert.
Einige von IZ*ONEs Mitgliedern waren an der Entstehung des Albums beteiligt. Min-ju und Hitomi schrieben mit am Text zu Really Like You. Min-ju übersetzte außerdem zusammen mit Chae-yeon die Texte der japanischen Lieder Neko ni Naritai und Gokigen Sayonara ins Koreanische. Lee Dae-whi (Mitglied der Boygroup AB6IX und ehemaliges Mitglied von Wanna One) koproduzierte das Lied Airplane.
Off the Record Entertainment gab am 29. März 2019 bekannt, dass bereits mehr als 200.000 Vorbestellungen für das Album eingegangen seien. In der ersten Woche nach der Veröffentlichung verkaufte sich Heart*Iz 132.109 Mal; zu diesem Zeitpunkt ein neuer Rekord für Girlgroups in Südkorea.

## Titelliste
| Nr.          | Titel                             | Text                                             | Musik                                  | Länge |
| ------------ | --------------------------------- | ------------------------------------------------ | -------------------------------------- | ----- |
| 1.           | Hey. Bae. Like It (해바라기)      | Tenzo, Kebee, EB                                 | Tenzo, MUNA                            | 3:32  |
| 2.           | Violeta (비올레타)                | Choi Hyun-joon, Kim Seung-soo                    | Choi Hyun-joon, Kim Seung-soo          | 3:20  |
| 3.           | Highlight                         | Lee Tae-hoon, So Jay                             | Lee Tae-hoon, Sam Carter, RAMI NU, bK  | 3:28  |
| 4.           | Really Like You                   | YOSKE, Kim Min-ju, Honda Hitomi, Alive Knoh      | EastWest, YOSKE                        | 3:10  |
| 5.           | Airplane                          | Lee Dae-hwi, So Jay, Jo Yoon-kyung, Jang Yeo-jin | Lee Dae-hwi, 리시 (Lishbeats), Simpson | 3:03  |
| 6.           | Up (하늘 위로)                    | KZ                                               | KZ, Nthonius                           | 3:12  |
| 7.           | Neko ni Naritai (Korean version)  | Yasushi Akimoto, Kim Min-ju                      | Shintaro Fujiwara                      | 4:16  |
| 8.           | Gokigen Sayonara (Korean version) | Yasushi Akimoto, Lee Chae-yeon                   | Toshihiko Watanabe                     | 4:20  |
| Gesamtlänge: | Gesamtlänge:                      | Gesamtlänge:                                     | Gesamtlänge:                           | 28:21 |

## Charterfolge
| Land               | Charts                     | Höchstplatzierung |
| ------------------ | -------------------------- | ----------------- |
| Japan              | Oricon Album Charts        | 4                 |
| Japan              | Billboard Japan Hot Albums | 5                 |
| Südkorea           | Gaon Album Chart           | 1                 |
| Taiwan             | Five Music                 | 1                 |
| Vereinigte Staaten | Billboard World Albums     | 6                 |
| Jahrescharts       |                            |                   |
| Südkorea           | Gaon Album Chart 2019      | 21                |

## Auszeichnungen für Musikverkäufe
| Land/Region     | Auszeichnungen für Musikverkäufe (Land/Region, Auszeichnung, Verkäufe) | Verkäufe |
| --------------- | ---------------------------------------------------------------------- | -------- |
| Südkorea (KMCA) | Platin                                                                 | 250.000  |
| Insgesamt       | 1× Platin ·                                                            | 250.000  |

Hauptartikel: IZ*ONE

## Übersicht der Veröffentlichungen
Die CD erschien in zwei verschiedenen Versionen (Violeta ver. und Sapphire ver.) mit unterschiedlichen Covern. Zusätzlich ist jede Box ausgestattet mit einer Cover-Hülle (zufällig ausgewählt 1 von 13), einem Mini-Fotobuch (zufällig 1 von 13), einer Aufklappkarte, zwei Fotokarten (zufällig 2 von 24) und einem 106-seitigen Booklet.
| Region   | Datum         | Format   | Label                                                   | Katalog-Nr. |
| -------- | ------------- | -------- | ------------------------------------------------------- | ----------- |
| Weltweit | 1. April 2019 | Download | Off the Record Entertainment, Stone Music Entertainment | –           |
| Südkorea | 1. April 2019 | Download | Off the Record Entertainment, Stone Music Entertainment | –           |
| Südkorea | 1. April 2019 | CD       | Off the Record Entertainment, Stone Music Entertainment | CMAC11398   |